# Carlos Alberto de Oliveira Júnior
Carlos Alberto de Oliveira Júnior, detto Carlos Alberto (Rio de Janeiro, 24 gennaio 1978), è un ex calciatore brasiliano, di ruolo centrocampista.

## Caratteristiche tecniche
Gioca come centrocampista difensivo.

## Carriera

### Club
Iniziò la sua carriera nel Joinville, nel 2000. Ha giocato poi per Marcílio Dias (Santa Catarina) nel 2001, Guarani (Minas Gerais), nel 2002, e Caxias (Santa Catarina), tra il 2002 e il 2003.
Il miglior periodo della sua carriera l'ha vissuto al Figueirense, dove arrivò nel 2003.
Nel novembre 2006, venne scoperto che Carlos Alberto aveva falsificato i suoi documenti, che riportavano come anno di nascita il 1983, mentre in realtà il giocatore è nato nel 1978, e fu condannato dalla giustizia sportiva con una squalifica di 360 giorni.
Nel marzo 2007, fu messo sotto contratto dal Corinthians, per tre anni, ma il 5 gennaio 2009 è passato all'Atlético Mineiro.

### Nazionale
Ha partecipato al campionato mondiale di calcio Under-20 2003 con la Nazionale di calcio brasiliana, vincendo la competizione.

## Palmarès

### Club

#### Competizioni statali
- Campionato Catarinense: 1

Figueirense: 2006

#### Competizioni nazionali
- Campionato brasiliano di seconda divisione: 1

Corinthians: 2008

### Nazionale
- Mondiale Under-20: 1

2003